# Bronja Žakelj
Bronja Žakelj (ur. 1969 w Lublanie) – słoweńska dziennikarka i pisarka.       

## Biografia
Bronja Žakelj urodziła się w 1969 r. w Lublanie. Matka zmarła na nowotwór, wychowywana była przez ojca i babcię. W wieku dziewiętnastu lat stwierdzono u niej chłoniaka Hodgkina. Jest wnuczką historyka sztuki Lojze Gostiša. Ukończyła dziennikarstwo na Wydziale Nauk Społecznych Uniwersytetu Lublańskiego. Początkowo pracowała w marketingu, a obecnie w bankowości. 
W 2018 roku ukazała się jej debiutancka autobiograficzna powieść Białe pierze się w dziewięćdziesięciu (Belo se pere na devetdeset), za którą została uhonorowana w 2019 r. nagrodą Kresnik, przyznawaną przez Stowarzyszenie Pisarzy Słoweńskich, za najlepszą słoweńską powieść poprzedniego roku. Autorka pisała ją prawie przez dekadę. Opisała w niej m.in. swoje dzieciństwo w Jugosławii, konfrontację ze śmiercią matki i brata oraz diagnozę raka. Książka stała się bestsellerem, doczekała się kilkunastu wznowień. Przełożona została m.in.: na język włoski, macedoński i polski. W 2024 r. rozpoczęły się zdjęcia do filmu na podstawie powieści w reżyserii Marko Naberšnika. 

## Nagrody i wyróżnienia
- 2019: Nagroda Kresnik